# Margaret Sullavanová
Margaret Brooke Sullavanová (16. května 1909 – 1. ledna 1960) byla americká divadelní a filmová herečka.

## Život

### Mládí
Narodila se 16. května 1909 v Norfolku ve Virginii jako dcera bohatého burzovního makléře Corneliuse Sullavana a Garland Sullavanové (rodným jménem Councillová). Měla mladšího bratra Cornelia Jr. a také nevlastní sestru Weedie. Již od mala trpěla svalovou slabostí nohou, která jí bránila v chůzi, a tudíž se nemohla stýkat s ostatními dětmi. Po uzdravení se z ní však stala neposlušná rebelka, která si i přes nesouhlas rodičů hrávala raději s dětmi z chudších rodin a toulala se po tamních čtvrtích.
V devíti letech začala navštěvovat internátní školu Chatham Episcopal Institute, kde se také stala prezidentkou studentského senátu. Po absolvování se se svou nevlastní sestrou Weedie odstěhovala do Bostonu a začala zde studovat tanec i herectví. Jelikož si její rodiče nepřáli, aby se stala herečkou, přestali jí posílat peníze, ale Margaret si brzy našla práci jako úřednice v knihkupectví Harvard Cooperative Bookstore a ve studiu pokračovala.

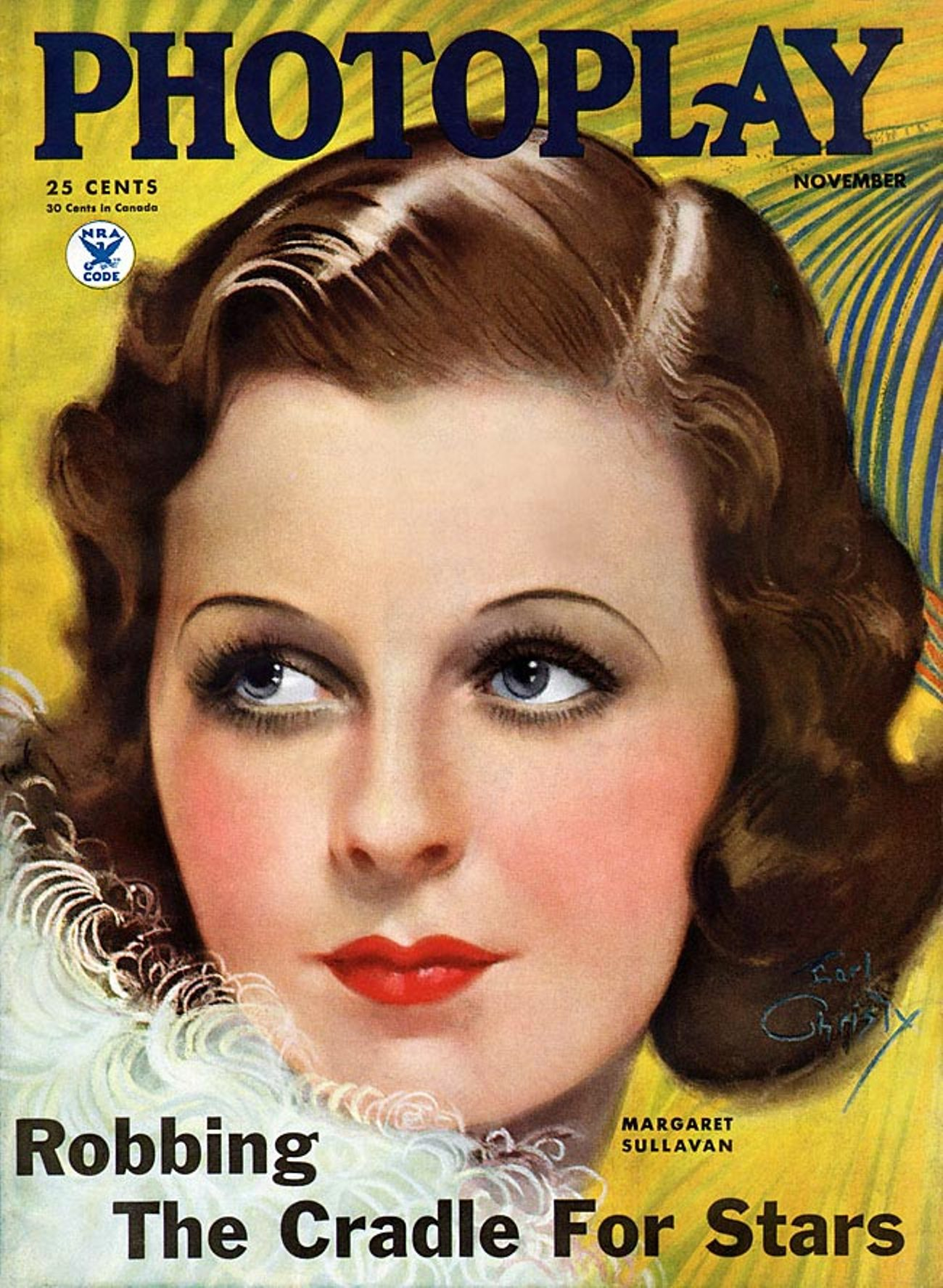
Margaret Sullavanová na obálce časopisu Photoplay (1934)

### Herecká kariéra
V roce 1929 byla přijata do sboru divadelní společnosti University Players a debutovala v muzikálu Close Up. Margaret měla na herectví talent, kterým nakonec přesvědčila i své rodiče. V roce 1930 ji při hraní ve hře Strictly Dishonorable spatřil hledač talentů od broadwayského divadelního producenta Lee Shuberta, kterého i přes zánět hrtanu a chraplavý hlas okouzlila a ten ji brzy obsadil do hry A Modern Virgin.
Přestože se v roce 1932 objevila ve čtyřech propadácích, kritici ji za její výkony chválili. Další zlom v její kariéře nastal v březnu 1933, kdy v New Yorku nahradila herečku ve hře Dinner at Eight. Hru toho dne náhodou sledoval filmový režisér John M. Stahl, kterému se Margaret také zalíbila a rozhodl se ji obsadit do svého plánovaného snímku Only Yesterday (1933). Přestože to Margaret k filmu nijak zvlášť netáhlo, a dokonce odmítla nabídky i od filmových gigantů jako Paramount Pictures a Columbia Pictures, nabídku na tříletou smlouvu za 1 200 dolarů měsíčně nakonec přijala. I později ve své kariéře se nikdy nezavázala žádnému studiu na delší dobu, jelikož nechtěla žádnému studiu „patřit“, jako to bylo v tehdejší době zvykem.
Do Hollywoodu dorazila přesně v den svých 24. narozenin, a ještě téhož roku debutovala v onom Stahlově romantickém dramatu Only Yesterday (1933). Jejím druhým snímkem pro Universal Pictures se stalo drama Občánku, co teď? (1934) a během natáčení  třetího snímku, romantické komedie The Good Fairy (1935), se provdala za jeho režiséra Williama Wylera. V dalších letech se nadále objevila v dramatu So Red the Rose (1935) Kinga Vidora, v dalším dramatu Next Time We Love (1936), kde se jejím partnerem stal začínající James Stewart a v komedii The Moon's Our Home (1936), kde si opět zahrála po boku svého bývalého manžela Henryho Fondy.
Jejím nejúspěšnějším snímkem v kariéře se stalo drama Three Comrades (1938), za které byla nominována na Oscara a kritici z New York Film Critics Circle ji dokonce vyhlásili nejlepší herečkou roku. Téhož roku se také opět objevila po boku Jamese Stewarta ve válečném dramatu The Shopworn Angel a nejúspěšnější rok v kariéře završila snímkem The Shining Hour s Joan Crawfordovou. Do 40. let vstoupila opět s Jamesem Stewartem v dramatu The Mortal Storm o životě obyčejných Němců během nástupu Adolfa Hitlera a za výkony ve snímku Back Street (1941) byla opět velice chválena. Téhož roku se objevila i v dalším válečném filmu z prostředí nacistického Německa; Tak končí naše noc. Jejím posledním válečným snímkem se stalo drama Cry 'Havoc' (1943) a na následujících sedm let si dala od filmování pauzu. Během těchto let se vrátila zpět na Broadway a objevila se v několika dalších hrách jako například The Voice of the Turtle či The Deep Blue Sea. V roce 1950 se ještě naposledy vrátila na filmové plátno snímkem Sad Songs for Me a dál už vystupovala pouze v divadle. 

### Poslední roky
Koncem 50. let se jí začal zhoršovat sluch a začala mít také čím dál větší deprese. Od roku 1956 přestala vystupovat, ale v roce 1959 kývla na roli ve hře Sweet Love Remembered. Hned při prvních zkouškách však pronesla:
„Nesnáším herectví, nesnáším, co to dělá s mým životem. Zničí vás to. Nemůžete žít, když pracujete. Jste jako člověk obklopený neprolomitelnou zdí.“
Dne 1. ledna 1960, přesně měsíc od začátku zkoušek, byla Margaret nalezena v bezvědomí v posteli v hotelovém pokoji v New Havenu. Po jejím boku ležela kopie scénáře ke hře Sweet Love Remembered a lahvička s předepsanými prášky. Margaret byla okamžitě převezena do místní nemocnice Grace New Haven, ale brzy po příjezdu byla prohlášena za mrtvou. Bylo jí 50. let.
Dosud není jasné, zda předávkování barbituráty bylo úmyslné nebo ne a i koroner její smrt oficiálně označil jako náhodné předávkování.

## Osobní život

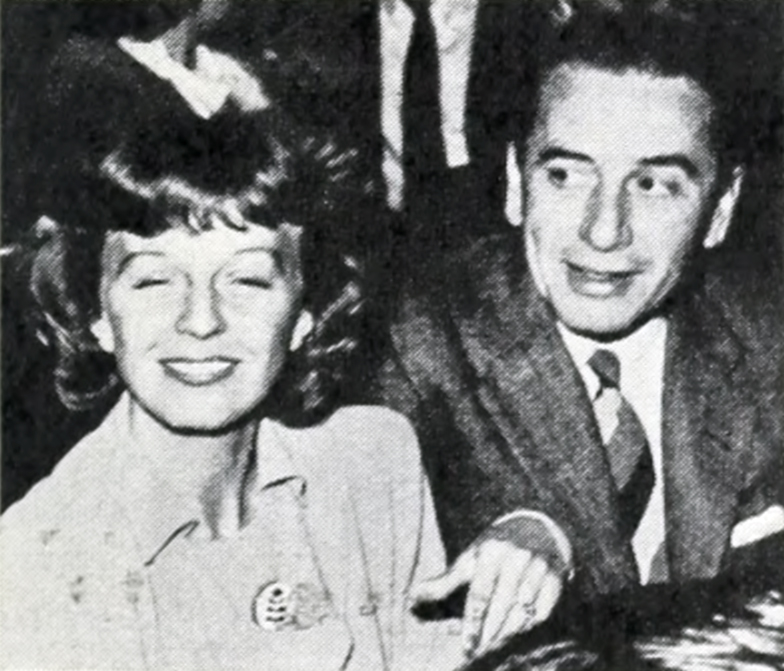
Margaret Sullavanová se svým třetím manželem Lelandem Haywardem.

Margaret Sullavanová se vdala celkem čtyřikrát. Za svého prvního manžela, herce Henryho Fondu, se vdala ve 22 letech 25. prosince 1931. Oba spolu vystupovali u University Players a i když se hned po dvou měsících rozešli a po dvou letech rozvedli, zůstali přáteli po celý život. Během manželství s Fondou měla také krátkodobý vztah s broadwayským producentem Jedem Harrisem.
Se svým druhým manželem, režisérem Williamem Wylerem, se seznámila během natáčení romantické komedie The Good Fairy (1935) a ještě před premiérou se v listopadu 1934 vzali. Manželství jim však také vydrželo pouhé dva roky.
Jejím třetím manželem se stal její agent Leland Hayward a již během jejich svatby 15. listopadu 1936 byla Margareth těhotná. Za dvanáct let manželství spolu měli tři děti; dcery Brooke a Bridget a syna Williama Haywarda, který se později stal filmovým producentem a právníkem. Poté, co Margaret zjistila, že měl Hayward poměr s modelkou Slim Keithovou, požádala v roce 1947 o rozvod. Oficiálně se rozvedli 20. dubna 1948.
Jejím čtvrtým a posledním manželem se stal bankéř a divadelní producent Kenneth Wagg. Zůstali spolu až do její smrti v roce 1960.

## Filmografie (kompletní)

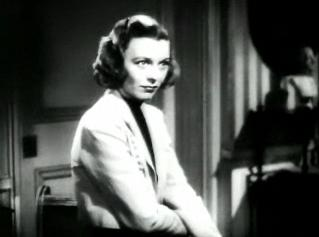
Margaret Sullavanová ve filmu Three Comrades (1938)

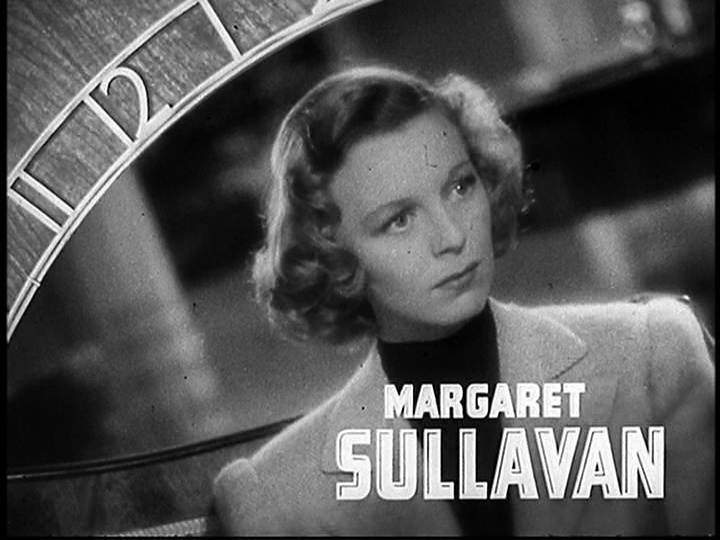
Margaret Sullavanová ve filmu The Shining Hour (1938)

### Filmy
- 1933 Only Yesterday (režie John M. Stahl)
- 1934 Občánku, co teď? (režie Frank Borzage)
- 1935 The Good Fairy (režie William Wyler)
- 1935 So Red the Rose (režie King Vidor)
- 1936 Next Time We Love (režie Edward H. Griffith)
- 1936 The Moon's Our Home (režie William A. Seiter)
- 1936 I Loved a Soldier (režie Henry Hathaway)
- 1938 Three Comrades (režie Frank Borzage)
- 1938 The Shopworn Angel (režie H.C. Potter)
- 1938 The Shining Hour (režie Frank Borzage)
- 1940 Obchod za rohem (režie Ernst Lubitsch)
- 1940 The Mortal Storm (režie Frank Borzage)
- 1941 Tak končí naše noc (režie John Cromwell)
- 1941 Back Street (režie Robert Stevenson)
- 1941 Dostaveníčko s láskou (režie William A. Seiter)
- 1943 Cry 'Havoc' (režie Richard Thorpe)
- 1950 No Sad Songs for Me (režie Rudolph Maté)

### TV seriály
- 1948 Studio One (1 epizoda, režie Paul Nickell)
- 1949 The Chevrolet Tele-Theatre (1 epizoda, režie Garry Simpson)
- 1951 The Ford Theatre Hour (1 epizoda, režie Franklin J. Schaffner)
- 1951 Schlitz Playhouse of Stars (2 epizody, režie Phil Brown)
- 1954 Producers' Showcase (1 epizoda, režie Arthur Penn)